# Sesleriella
Sesleriella es un género de plantas herbáceas perteneciente a la familia de las poáceas. Es originario del centro y sur de  Europa.
Algunos autores lo incluyen en el género Sesleria.

## Especies
- Sesleriella leucocephala
- Sesleriella sphaerocephala